# Xarxa locomotriu espinal
La xarxa locomotriu espinal, en anglès: central pattern generator (CPG) és una xarxa de neurones localitzada a la medul·la espinal. La particularitat d'aquesta xarxa és que pot funcionar de manera autònoma, independentment de les comandes descendents i dels retorns sensorials. Després d'haver estat activat pel còrtex motriu, aquesta xarxa pot generar tota sola l'activitat locomotriu.

## Història
- L'any 1700 aC, la intuïció de la implicació de la medul·la espinal en la gènesi de la locomoció ja era present en l'Egipte antic. El papir Edwin Smith relacionava la lesió espinal amb la funció motriu dels membres.[2]
- L'any 1910 : SC Sherrington va establir el paper predominant de les informacions proprioceptives musculars en l'élaboració d'activitats locomotrius rítmiques[3]
- l'any 1911 -1912 : T Graham Brown proposà la hipòtesi revolucionària sobre que els moviments locomotors rudimentaris dels membres posteriors sense cap influència supraespinal, podien ser generats per la mateixa medul·la espinal. Aleshores va néixer el terme de CPG.[4]
- L'any 1973 : S Grillner proposà que les informacions sensorials i supraespinals modulen aquests patrons de bases rítmiques i estereotipades a cada instant del desplaçament.[4]
- El 1986 : S Rossignol estudià la recuperació funcional locomotriu després de lesions espinals en els gats.[5]